# Lancer du javelot masculin aux championnats du monde d'athlétisme 2017
Pour un article plus général, voir Championnats du monde d'athlétisme 2017.
Navigation
Pékin 2015 Doha 2019
L'épreuve du lancer du javelot masculin des championnats du monde de 2017 se déroule les 10 et 12 août 2017 dans le stade olympique de Londres, au Royaume-Uni. Elle est remportée par l'Allemand Johannes Vetter.

## Records et performances

### Records du monde
Les records du lancer du javelot hommes (mondial, des championnats et par continent) étaient avant les championnats 2017 les suivants.
| Record du monde           | Jan Železný      | Tchéquie   | 98,48 m | Iéna         | 25 mai 1996     |
| Record des championnats   | Jan Železný      | Tchéquie   | 92,80 m | Edmonton     | 12 août 2001    |
| Record d'Afrique          | Julius Yego      | Kenya      | 92,72 m | Pékin        | 26 août 2015    |
| Record d'Asie             | Cheng Chao-Tsun  | Taiwan     | 91,36 m | Taipei       | 26 août 2017    |
| Record d'Amérique du Nord | Breaux Greer     | États-Unis | 91,29 m | Indianapolis | 21 juin 2007    |
| Record d'Amérique du Sud  | Édgar Baumann    | Paraguay   | 84,70 m | San Marcos   | 17 octobre 1999 |
| Record d'Europe           | Jan Železný      | Tchéquie   | 98,48 m | Iéna         | 25 mai 1996     |
| Record d'Océanie          | Jarrod Bannister | Australie  | 89,02 m | Brisbane     | 29 février 2008 |

### Performances
Les dix lanceurs les plus performants de l'année sont, avant les championnats, les suivants. 
| 1  | Johannes Vetter  | Allemagne      | 94,44 m | Luzern     | 11 juillet 2017  |
| 2  | Thomas Röhler    | Allemagne      | 93,90 m | Dohan      | 5 mai 2017       |
| 3  | Andreas Hofmann  | Allemagne      | 88,79 m | Offenbourg | 13 mai 2017      |
| 4  | Tero Pitkämäki   | Finlande       | 88,27 m | Vaasa      | 25 juin 2017     |
| 5  | Marcin Krukowski | Pologne        | 88,09 m | Bialystok  | 21 juillet 2017  |
| 6  | Jakub Vadlejch   | Tchéquie       | 88,02 m | Paris      | 1er juillet 2017 |
| 7  | Ioánnis Kiriazís | Grèce          | 88,01 m | Austin     | 31 mars 2017     |
| 8  | Julius Yego      | Kenya          | 87,97 m | Nairobi    | 24 juin 2017     |
| 9  | Cheng Chao-Tsun  | Taipei chinois | 86,92 m | Jiaxing    | 27 avril 2017    |
| 10 | Lars Hamann      | Allemagne      | 86,71 m | Offenbourg | 13 mai 2017      |

## Critères de qualification
Pour se qualifier pour les championnats, il faut avoir réalisé 83,00 m ou plus entre le 1er octobre 2016 et le 23 juillet 2017.

## Médaillés
| Or              | Argent         | Bronze        |
| Johannes Vetter | Jakub Vadlejch | Petr Frydrych |

## Résultats

### Finale
| Rang               | Athlète            | Pays              | Essais | Essais | Essais | Essais | Essais | Essais | Marque | Notes |
| Rang               | Athlète            | Pays              | 1      | 2      | 3      | 4      | 5      | 6      | Marque | Notes |
| ------------------ | ------------------ | ----------------- | ------ | ------ | ------ | ------ | ------ | ------ | ------ | ----- |
| Médaille d'or      | Johannes Vetter    | Allemagne         | 89,89  | 89,78  | 87,22  | x      | 82,25  | 87,71  | 89,89  |       |
| Médaille d'argent  | Jakub Vadlejch     | Tchéquie          | 77,10  | 89,73  | 85,04  | 86,23  | 87,70  | 83,22  | 89,73  | PB    |
| Médaille de bronze | Petr Frydrych      | Tchéquie          | 84,31  | 80,48  | 82,94  | 87,93  | 87,93  | 88,32  | 88,32  | PB    |
| 4                  | Thomas Röhler      | Allemagne         | 87,08  | 88,26  | x      | 86,14  | 85,97  | 86,40  | 88,26  |       |
| 5                  | Tero Pitkämäki     | Finlande          | 83,49  | x      | 86,94  | 79,69  | x      | x      | 86,94  |       |
| 6                  | Ioannis Kiriazis   | Grèce             | 79,57  | 81,68  | 84,52  | 82,79  | x      | 79.4   | 84,52  |       |
| 7                  | Keshorn Walcott    | Trinité-et-Tobago | 84,48  | x      | 80,63  | 83,62  | x      | 81,82  | 84,48  |       |
| 8                  | Andreas Hofmann    | Allemagne         | 75,45  | 83,76  | 80,96  | 83,65  | 81,94  | 83,98  | 83,98  |       |
| 9                  | Marcin Krukowski   | Pologne           | 82,01  | x      | 79,54  |        |        |        | 82,01  |       |
| 10                 | Ahmed Bader Magour | Qatar             | 76,34  | 81,77  | 79,34  |        |        |        | 81,77  |       |
| 11                 | Magnus Kirt        | Estonie           | 80,48  | x      | x      |        |        |        | 80,48  |       |
| 12                 | Davinder Singh     | Inde              | 75,40  | x      | 80,02  |        |        |        | 80,02  |       |
| 13                 | Julius Yego        | Kenya             | x      | 76,29  | 75,31  |        |        |        | 76,29  |       |

### Qualification
83,00 m (Q) ou les 12 meilleurs (q) se qualifient pour la finale.
| Rang | Groupe | Athlète               | Nationalité       | Essais | Essais | Essais | Marque | Notes |
| Rang | Groupe | Athlète               | Nationalité       | 1      | 2      | 3      | Marque | Notes |
| ---- | ------ | --------------------- | ----------------- | ------ | ------ | ------ | ------ | ----- |
| 1    | A      | Johannes Vetter       | Allemagne         | 91,20  | —      | —      | 91,20  | Q     |
| 2    | B      | Petr Frydrych         | Tchéquie          | 86,22  | —      | —      | 86,22  | Q, SB |
| 3    | B      | Keshorn Walcott       | Trinité-et-Tobago | 86,01  | —      | —      | 86,01  | Q     |
| 4    | A      | Tero Pitkämäki        | Finlande          | 85,97  | —      | —      | 85,97  | Q     |
| 5    | B      | Andreas Hofmann       | Allemagne         | 82,35  | 85,62  | —      | 85,62  | Q     |
| 6    | B      | Ioannis Kiriazis      | Grèce             | 84,60  | —      | —      | 84,60  | Q     |
| 7    | B      | Davinder Singh        | Inde              | 82,22  | 82,14  | 84,22  | 84,22  | Q     |
| 8    | B      | Thomas Röhler         | Allemagne         | 80,88  | 83,87  | —      | 83,87  | Q     |
| 9    | B      | Jakub Vadlejch        | Tchéquie          | 83,87  | —      | —      | 83,87  | Q     |
| 10   | B      | Magnus Kirt           | Estonie           | 83,86  | —      | —      | 83,86  | Q     |
| 11   | A      | Ahmed Bader Magour    | Qatar             | 83,83  | —      | —      | 83,83  | Q     |
| 12   | A      | Julius Yego           | Kenya             | 83,57  | —      | —      | 83,57  | Q     |
| 13   | A      | Marcin Krukowski      | Pologne           | 81,79  | 77,48  | 83,49  | 83,49  | Q     |
| 14   | A      | Hamish Peacock        | Australie         | 77,88  | 82,46  | 82,19  | 82,46  |       |
| 15   | A      | Neeraj Chopra         | Inde              | 82,26  | x      | 80,54  | 82,26  |       |
| 16   | A      | Jaroslav Jílek        | Tchéquie          | 73,48  | 72,79  | 80,97  | 80,97  |       |
| 17   | A      | Andrian Mardare       | Moldavie          | 78,68  | 76,80  | 80,18  | 80,18  |       |
| 18   | B      | Cyrus Hostetler       | États-Unis        | 77,51  | 75,79  | 79,71  | 79,71  |       |
| 19   | A      | Rolands Štrobinders   | Lettonie          | 78,22  | 79,68  | 79,28  | 79,68  |       |
| 20   | B      | Anderson Peters       | Grenade           | 70,49  | 78,99  | 78,82  | 78,99  |       |
| 21   | B      | Norbert Rivasz-Tóth   | Hongrie           | 78,76  | 74,37  | 74,22  | 78,76  |       |
| 22   | A      | Cheng Chao-tsun       | Taipei chinois    | 76,58  | x      | 77,87  | 77,87  |       |
| 23   | A      | Ryohei Arai           | Japon             | x      | 77,38  | 74,77  | 77,38  |       |
| 24   | B      | Ben Langton-Burnell   | Nouvelle-Zélande  | 76,46  | 73,47  | 74,46  | 76,46  |       |
| 25   | A      | Tanel Laanmäe         | Éthiopie          | 76,41  | 73,84  | x      | 76,41  |       |
| 26   | A      | Vítězslav Veselý      | Tchéquie          | 75,50  | x      | x      | 75,50  |       |
| 27   | A      | Pavel Mialeshka       | Biélorussie       | 75,33  | x      | x      | 75,33  |       |
| 28   | B      | Braian Toledo         | Argentine         | 75,24  | x      | 75,29  | 75,29  |       |
| 29   | B      | Alexandru Novac       | Roumanie          | 74,67  | x      | x      | 74,67  |       |
| 30   | B      | Rocco van Rooyen      | Afrique du Sud    | 73,93  | 74,02  | 70,27  | 74,02  |       |
| 31   | B      | Waruna Rankoth Pedige | Sri Lanka         | 73,16  | x      | x      | 73,16  |       |
| —    | A      | Edis Matusevičius     | Lituanie          | x      | x      | x      | NM     |       |

## Légende
Records et Performances
- AR : Record continental (area record)
- CR : Record des championnats (championship record)
- MR : Record du meeting (meet record)
- NR : Record national (national record)
- OR : Record olympique (olympic record)
- PR : Record paralympique (paralympic record)
- PB : Record personnel (personal best)
- SB : Meilleure performance personnelle de la saison (season's best)
- WL : Meilleure performance mondiale de l'année (world leader)
- WJR : Record du monde junior (world junior record)
- WR : Record du monde (world record)

Circonstances et Conditions
- DNF : N'a pas terminé (did not finish)
- DNS : N'a pas pris le départ (did not start)
- DQ : Disqualification (disqualification)
- NM : Aucun essai valable enregistré (No Mark)
- Q : Qualifié « directement » au prochain tour (ou à la prochaine compétition), lors d'une compétition majeure, grâce au classement ou à la réalisation des minima (automatic qualifier)
- q : Qualifié au prochain tour (ou à la prochaine compétition), lors d'une compétition majeure, grâce au repêchage ou à la réalisation de l'une des meilleures performances parmi celles des « non qualifiés directement » (grâce au meilleur temps ou à la meilleure distance par exemple) (secondary qualifier)